# Myrmarachne mandibularis
Myrmarachne mandibularis este o specie de păianjeni din genul Myrmarachne, familia Salticidae. A fost descrisă pentru prima dată de Thorell, 1890. Conform Catalogue of Life specia Myrmarachne mandibularis nu are subspecii cunoscute.